# 闾炫
闾炫（510年—543年10月15日），字光晖，代郡平城人，茹茹国主步浑（仆浑）玄孙女，曾祖闾大肥，尚陇西长公主，拜驸马都尉，锡爵荥阳公，授使持节、安南将军、冀州刺史。
闾炫嫁给了北齐御史中丞赫连子悦，东魏武定元年（543年）九月初二日，闾炫卒于林虑郡，时年三十四岁。北齐河清三年（564年）三月廿四日迁措于豹祠西南五里。闾炫墓志高四十九厘米，宽49.5厘米，凡二十三行，行二十三字。志书法结体近方，谨严端庄、用笔刚健、中含婀娜，方整中带圆润，平淡中藏奇逸。

## 家族
- 祖父：闾菩萨，冀州刺史、晋阳公。
- 父：闾阿各头，平原镇将、安富侯。